# Радослав Светозаревић
Радослав  (лат. Radoslavus/Radosavus) је личност из Летописа попа Дукљанина и ране дубровачке историографије, о коме нема помена у примарним историјским изворима. Обликовани у позним изворима из 15. и 16. века, наративи о краљу Радославу смештају његову владавину у давна времена, односно у широки распон од 5. до 10. века, за шта не постоји упориште у историјској стварности, нити потврда у изворима првог реда. Стога се употреба имена Радослав у тим изворима сматра одразом нејасних локалних представа о старијој прошлости, које су могле настати накнадним обликовањем старијих предања о стварним историјским личностима које су носиле исто име, а то се у првом реду односи на српског краља Стефана Радослава (1227-1233) или на старијег српског кнеза Радослава Вишеславића са почетка 9. века.

## Казивање у Летопису попа Дукљанина
Према слову Летописа попа Дукљанина, Радослав је био јужнословенски краљ и син краља Светозара. За време његове владавине побунила се Хрватска, а непосредно након сламања побуне дошло је до спора и сукоба између краља Радослава и његовог сина Часлава, који се побунио против оца, збацивши га са власти. Радослав је потом побегао у Италију, настанивши се у Риму, где се оженио римском племкињом, са којом је имао сина Петрислава. Умро је у Риму, а сахрањен је у Цркви Светог Јована Латеранског. Његов унук, по сину Петриславу, био је Павлимир Бело, коме се у истом Летопису приписује оснивање Дубровника.

## Казивање у дубровачким летописима
Према раним дубровачким летописима, који су настали током 15. и 16. века, Радослав је био краљ у Босни око 457. године. Имао је сина Берислава који се побунио против оца, збацивши га са власти око 458. године. Радослав је потом побегао у Рим, где се оженио римском племкињом, са којом је имао три сина. Један од њих био је Стефан Бело, који је у Риму службовао као капетан. Радославов унук, по сину Стефану, био је Радослав Бело, коме рани дубровачки летописи приписују оснивање Дубровника.
То казивање су током 16. века прерадили тадашњи дубровачки историчари Лудовик Цријевић Туберон (†1527) и Никола Рањина (†1582), који су податке из ранијих дубровачких летописа спојили са казивањем из Летописа попа Дуљанина, чиме је настао трећи (комбиновани) наратив о краљу Радославу. Сви ти наративи сматрају се одразом нејасних локалних представа о старијој прошлости и накнадних прерада и дорада, о чему сведочи и неосновано смештање поменутих догађаја у прадавни 5. век.

## Извори и литература